# ويل سيمبسون
ويل سيمبسون (بالإنجليزية: Will Simpson)‏ هو فارس ‏ أمريكي، ولد في 9 يونيو 1959 في سبرينغفيلد في الولايات المتحدة.

## وصلات خارجية
- ويل سيمبسون على موقع الاتحاد الدولي للفروسية (الإنجليزية)
- ويل سيمبسون على موقع FEI (رابط بديل) (الإنجليزية)
- ويل سيمبسون على موقع اللجنة الأولمبية الدولية (الإنجليزية)
- ويل سيمبسون على موقع أوليمبيديا (الإنجليزية)